# Robinsonia morula
Robinsonia morula är en fjärilsart som beskrevs av Druce 1906. Robinsonia morula ingår i släktet Robinsonia och familjen björnspinnare. Inga underarter finns listade.